# Edvaldo Valério
Edvaldo Valério, né le 20 avril 1978 à Salvador (Bahia), est un nageur brésilien.

## Biographie
Aux Jeux olympiques d'été de 2000 à Sydney, Edvaldo Valério remporte la médaille de bronze à l'issue de la finale du relais 4x100m nage libre en compagnie de Gustavo Borges, Carlos Jayme et Fernando Scherer.